# Duinzwartlijf
Duinzwartlijf (Phylan gibbus) is een keversoort uit de familie van de zwartlijven (Tenebrionidae). Imago's zijn het hele jaar aanwezig. Ze komen voor op zand- en kiezelstranden. Ze kunnen niet vliegen en zijn met name in de nacht actief. 

## Taxonomie
De wetenschappelijke naam van de soort werd voor het eerst geldig gepubliceerd in 1775 door Johan Christian Fabricius.

## Kenmerken
Hij heeft een lengte van 7 tot 9 mm. Pronotum is het breedst rond het midden. Het oppervlak afwisselend ruw met sterk doorboorde striae. De tussenruimtes zijn licht convex en dicht doorboord.

## Verspreiding
De duinzwartlijf komt voor van de Atlantische kust van Spanje in het noorden tot het VK, het zuiden van Fennoscandinavië en Rusland.